# Налоксон
Налоксон (Налоксону гідрохлорид) — антагоніст опіатних рецепторів, позбавлений морфіноподібної активності. Лікарський засіб блокує ефекти опіоїдів, зокрема при передозуванні. При внутрішньовенному введенні налоксон починає діяти через дві хвилини, а при введенні в м'яз — через п'ять хвилин. Його також можна розпилювати у ніс. Налоксон діє приблизно від півгодини до години. Можливо, необхідне введення декількох доз, оскільки тривалість дії більшості опіоїдів більша, ніж тривалість дії налоксону. Короткочасність дії налоксону обмежує можливість його застосування для лікування наркотичної залежності, на відміну від налтрексону.
Налоксон включено до Орієнтовного переліку основних лікарських засобів, розробленого ВООЗ, — переліку найбільш ефективних і безпечних ліків, необхідних у системі охорони здоров'я. Налоксон також включено до українського Національного переліку основних лікарських засобів.

## Фармакодинаміка
Налоксон за типом конкурентного антагонізму, блокуючи зв'язування агоністів або витісняючи їх з опіатних рецепторів. Налоксон є конкурентним антагоністом опіатних m, к, s-рецепторів, який дещо слабше блокує також d, e-рецептори. Найбільшу спорідненість має з m-рецепторами. Препарат є єдиним представником групи так званих «чистих антагоністів опіатних рецепторів». Завдяки сильній спорідненості з цими рецепторами він витісняє наркотичні засоби з місць зв'язування, ліквідуючи у такій спосіб симптоми передозування опіоїдами.
Налоксон не виявляє внутрішньої активності, тобто не має жодних додаткових агоністичних властивостей, які мають, наприклад, налорфін талевалорфан, завдяки чому зумовлює сильнішу дію, ніж ці засоби. Препарат усуває дію ширшої групи наркотичних засобів, а саме, не тільки чистих агоністів (наприклад, морфіну), але також і антагоністів та агоністів опіатних рецепторів (наприклад пентазоцину). Препарат не пригнічує центр дихання, не виявляє аналгетичної дії і не спричиняє психічні розлади. Налоксон усуває дію морфіну, героїну, кодеїну, дигідрокодеїну, петидину, метадону, пентазоцину, фентанілу та апоморфіну.
Налоксон усуває центральні і периферичні токсичні симптоми, тобто пригнічення дихання, звуження зіниць, уповільнення випорожнення шлунка, дизфорію, кому та судоми. Препарат усуває також аналгетичний ефект цих сполук. Крім того, він усуває аналгетичний ефект психічного стресу, через шкірного стимулювання нервів, акупунктури, електроакопунктури і плацебо. Налоксон — це засіб, що застосовується при розладах функції дихання при змішаних отруєннях, спричинених опіоїдними засобами разом з барбітуратами, бензодіазепінами і алкоголем. Препарат не поглиблює депресію дихання, спричинену барбітуратами, але навіть, на думку деяких дослідників, може ліквідувати кому і депресію дихання, що спричинені цими засобами. Крім того, він усуває токсичну дію великих доз етилового спирту, хоч і не показаний при отруєннях цією речовиною. Препарат, що застосовується у великих дозах, зумовлює аналептичну дію, що залежить від гальмування ГАМК-ергічної передачі, чим пояснюється антагонізування препаратом депресії дихання, спричиненої бензодіазепінами.

## Фармакокінетика
Препарат, що вводиться внутрішньовенно, викликає ефект вже через 30 — 120 сек., його дія триває протягом 20 — 45 хв. При введенні внутрішньом'язово або підшкірно дія починається через 2 — 3 хв., але триваліший час: 150—180 хв. Середній період напіврозпаду в плазмі становить 1-1,5 год.; у новонароджених він триваліший і становить — 3 год.. Налоксон метаболізується у печінці, головним чином підлягає глюкуронізації. Метаболіти виділяються з сечею. Вплив печінкової і ниркової недостатності на фармакокінетику препарату не вивчався. Налоксон проходить крізь плаценту.

## Медичне застосування
Передозування опіоїдів. Для усунення пригнічення дихального центру, спричиненого опіоїдами; для відновлення дихання у новонароджених після введення породіллі опіоїдних аналгетиків; як діагностичний засіб для хворих з підозрою на опіоїдну залежність.

### Передозування опіоїдами

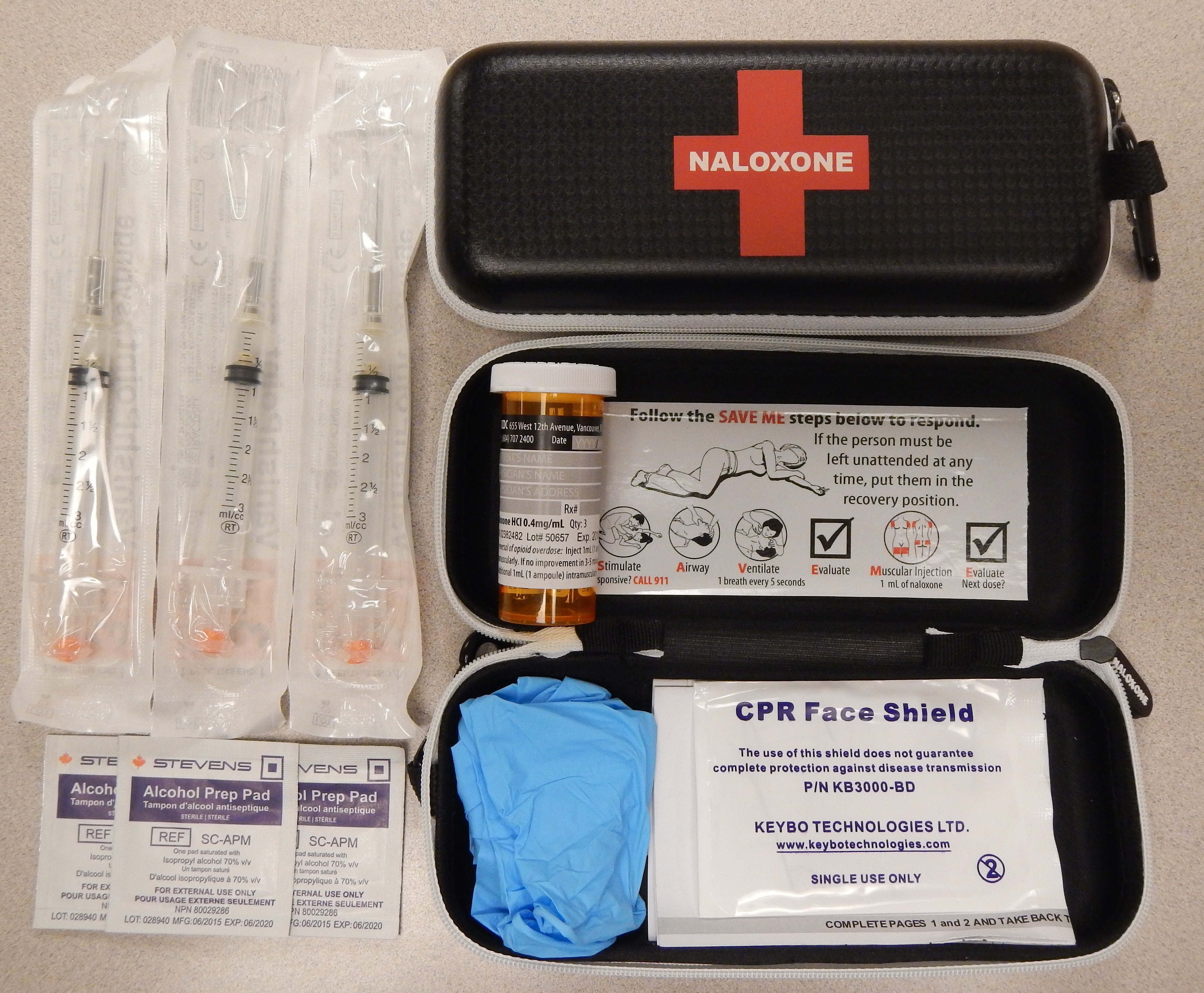
Налоксоновий набір, який роздають у Британській Колумбії, Канада

Застосовують налоксон головним чином при гострій інтоксикації (отруєнні) або передозуванні наркотичними анальгетиками.
Налоксон ефективний як при гострому передозуванні опіоїдами, так і при депресії дихання або зниженні рівня свідомості через опіоїди. Ефект налоксону на зупинку серця внаслідок передозування опіоїдами на даний момент не чіткий.
Він входить до складу наборів для невідкладної допомоги при передозуванні, які в Канаді, США та інших країнах роздають людям, залежним від опіоїдів, та екстреним медичним реагувальникам.
Рекомендується додатково призначати налоксон, якщо людині з лікувальною метою призначено високі дози опіоїдів (> 100 мг еквівалентності морфіну / день), призначено будь-яку дозу опіоїду в супроводі бензодіазепінами або підозрюється чи відомо, про немедичне застосування опіоїдів. Призначення налоксону повинно супроводжуватися стандартною освітою, яка включає запобігання, виявлення та реагування на передозування. Це включає відновлення прохідності дихальних шляхів, штучне дихання і виклик екстреної медичної допомоги.

### Лікування наркотичної залежності
Короткочасність дії налоксону обмежує можливість його застосування при терапії наркоманії (хворобливої пристрасті до наркотичних речовин). Для цього частіше застосовується налтрексон.

### Інше застосування
При введенні людям з шоком, у тому числі септичним, кардіогенним, геморагічним або спінальним, у них покращується кровообіг (підвищується знижений артеріальний тиск). Важливість цього незрозуміла.

## Дозування
Застосовують налоксон у дозі 0,4-0,8 мг. Для зняття явищ інтоксикації при застосуванні агоністів-антагоністів (пентазоцин, нальбуфін, буторфанол, 254) потрібні великі дози налоксону (до 10-15 мг).
Для діагностики наркоманії вводять 0,5 мг налоксону при вживанні «чистих» агоністів (морфін, кодеїн і т. д.) і більш високі дози при вживанні агоністів-антагоністов.
Доза Налоксону і шлях його введення залежать від стану хворого, а також виду і кількості опіоїдного засобу, що викликало отруєння.
Отруєння опіоїдними засобами:
- Дорослі. Зазвичай, спочатку внутрішньовенно, внутрішньом'язово або підшкірно вводять 0,4 мг (у станах, що загрожують життю людини пропонується внутрішньо венний шлях введення). У разі необхідності дозу можна повторювати через кожні 3 — 5 хв., до моменту приведення хворого до свідомості і відновлення рівномірного дихання. Якщо після введення 10 мг препарату не настане хоча б тимчасове поліпшення дихання і відновлення свідомості, діагноз передозування опіоїдним засобом є сумнівним. У випадку внутрішньо венних ін'єкцій препарат слід вводити дуже повільно (протягом 2-3 хв.).
- Діти Початкова доза становить 0,005 — 0,01 мг на кг маси тіла, внутрішньовенно, внутрішньом'язово або підшкірно. У випадку необхідності, ін'єкції можна повторювати.

Виведення із анестезії, що викликана опіоїдними засобами:
- Дорослі. Внутрішньовенно вводять 0,1-0,2 мг (1,5-3 мкг на кг маси тіла).
- Діти. Внутрішньовенно вводять 0,005-0,01 мг на кг маси тіла.

У разі необхідності дозу 0,1 мг можна повторювати через кожні 2 хв. доти, поки хворий не почне самостійно дихати і буде при свідомості. В обґрунтованих випадках, при отруєннях опіоїдними засобами з довготривалим періодом напіврозпаду, щоб утримати ефект дії налоксону, можна вводити його внутрішньом'язово.
Новонароджені. У випадку апное, перед уведенням препарату слід упевнитись у прохідності органів дихання. При пригніченні дихання у новонароджених (спричиненого введенням аналгетичних засобів матері під час анестезії), слід вводити внутрішньом'язово, підшкірно або внутрішньовенно 0,01 мг на кг маси тіла. У разі необхідності дозу можна повторювати. Можна також профілактично вводити внутрішньом'язово зразу ж після народження дитини 200 мкг налоксону (60 мкг на кг маси тіла).

## Побічна дія
Введення налоксону людям, залежним від наркотичних засобів викликає характерний напад абстиненції (стану, що виникає в результаті раптового припинення прийому наркотичних засобів), чим іноді користуються для виявлення захворювання.
Нудота, блювання, підвищена пітливість, тахікардія, підвищення артеріального тиску, психомоторне збудження, м'язове тремтіння, іноді судоми. У людей із серцевими захворюваннями можуть виникнути значні порушення роботи серця. Ці симптоми є найчастішими ознаками синдрому гострої абстиненції і наслідком дуже швидкого антагонізування впливу похідних морфіну. Щоб запобігти цьому, можна вводити невеликі дози кожні кілька хвилин до досягнення бажаного ефекту.

## Протипоказання
Підвищена чутливість до налоксону.

## Передозування
Симптоми передозування: нудота, блювання, артеріальна гіпертензія, шлуночкова тахікардія, фібриляція шлуночків, інші порушення діяльності серця, набряк легенів, особливо у пацієнтів із синдромом Мендельсона. Передозування можна уникнути, вводячи невеликі дози кожні кілька хвилин до досягнення бажаного ефекту. Виникнення опіоїдних симптомів потребує консервативного лікування (якщо це можливо в умовах інтенсивної терапії).

## Умови та термін зберігання
Препарат зберігати у недоступному для дітей, захищеному від світла місці, при кімнатній температурі (15° — 25°С).

## Умови відпуску
За рецептом.